# Împărțirea de la Babilon

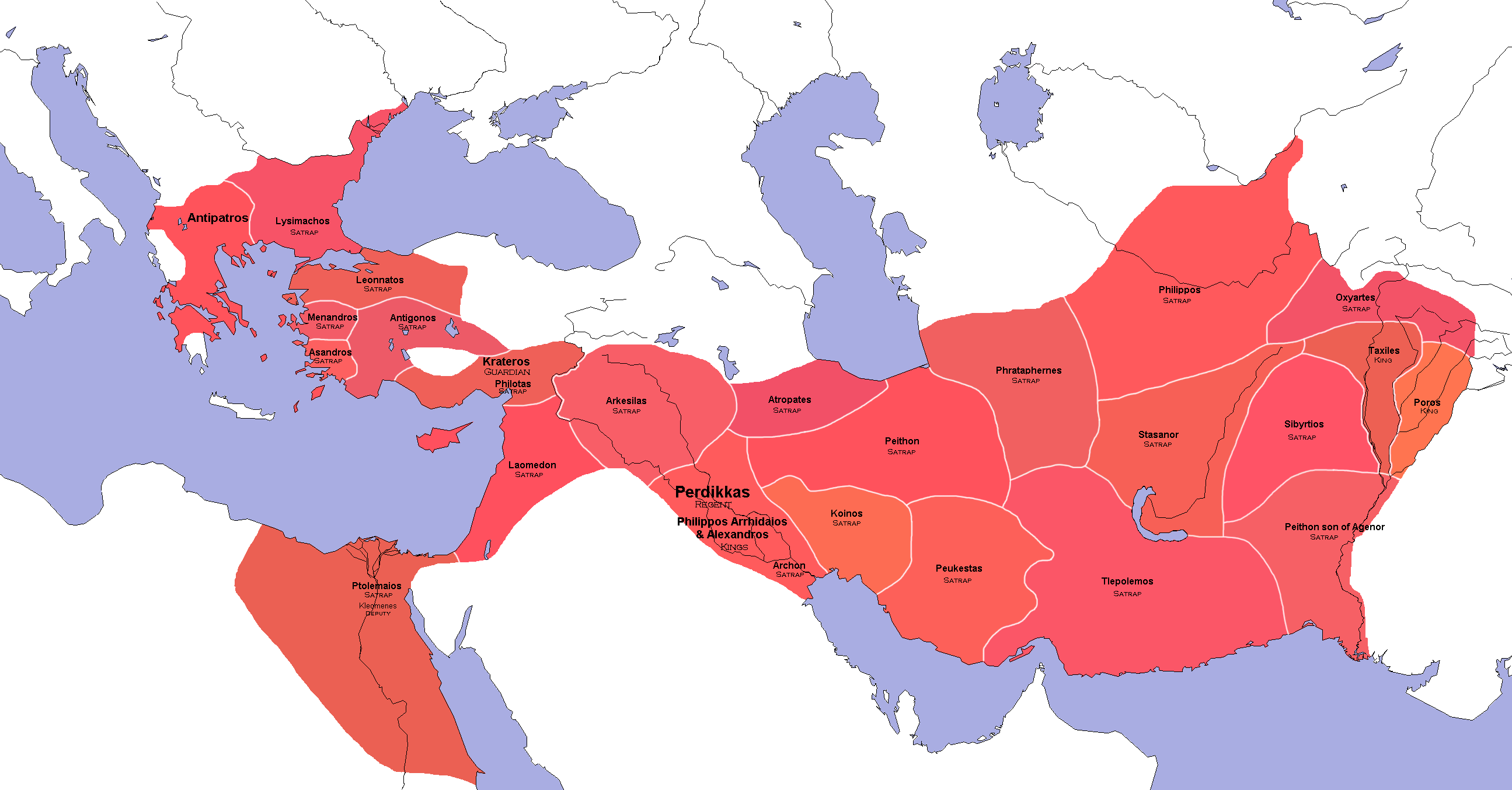
Împărțirea de la Babilon, potrivit lui Arrian și Diodoros.

Împărțirea de la Babilon a fost o înțelegere care a avut loc la Babilon în 323 î.Hr., după moartea lui Alexandru cel Mare, între generalii săi, prin care aceștia și-au atribuit părți din imperiul cucerit de Regatul Macedoniei în dauna Imperiului Persic.
La moartea lui Alexandru cel Mare, acest imperiu a devenit, timp de peste 40 de ani (323 i.Hr.-281 i.Hr.), teatrul unui război civil între generalii săi, numiți „diadohi”. Aceasta nu a împiedicat amprenta culturală și administrativă lăsată asupra țărilor cucerite de Alexandru, îndeosebi ținuturile riverane ale Mediteranei orientale, să dea naștere unei strălucite civilizații elenistice care a supraviețuit chiar și cuceririi romane, durând peste 1300 de ani (devenind creștină în ultimele sale opt secole: este perioada denumită „bizantină” de Hieronymus Wolf în lucrarea sa Corpus Byzantinæ Historiæ din 1557).

## Context
Împărțirea de la Babilon a fost rezultatul unui compromis intermediat de Eumenes, ca urmare a unui conflict de interese între susținătorii generalului Meleager care dorea să i se dea puteri depline lui Filip al III-lea al Macedoniei, și susținătorii generalului Perdiccas care dorea să aștepte nașterea unui moștenitor al lui Alexandru (viitorul Alexandru al IV-lea al Macedoniei) pentru ca să-i dea conducerea imperiului sub controlul unui regent. Conform acordului, Filip al III-lea a devenit rege, dar Perdiccas, ca regent, conducea de fapt și a gestionat reîmpărțirea teritoriilor între foștii generali și satrapi ai lui Alexandru cel Mare. Meleager și aproximativ 300 dintre susținătorii lui au fost eliminați de Perdiccas.  

## Împărțirea
Imperiul a fost împărțit în regate conduse de „diadohi” sau de succesorii acestora care, în cele din urmă, și-au atribuit astfel teritoriile imperiului:

### Europa
Macedonia a fost obținută de către Antigonizi.
- Macedonia, Grecia, Epirus au fost date generalului Antipater:
- Iliria - Arrian și Diodoros spun că au fost date tot lui Antipater,
- Tracia - toate sursele îl indică pe Lisimahos ca satrap al Traciei (321-306 î.Hr.).

### Asia Mică
Asia Mică (Anatolia) a fost obținută de către Attalizi:
- Frigia Mare, Frigia, Capadocia și Paflagonia, Lidia și Cilicia,
- Caria,
- Licia și Pamfilia.

### Orientul apropiat
Teritoriile din vestul Asiei (Siria, Mesopotamia și Persia) au fost obținute de către Seleucizi, formând Imperiul Seleucid :
- Persia - ambele surse, Diodoros și Dexippos, îl indică pe Peucestes,
- Siria, Mesopotamia - au fost date lui Laomedon din Mitilena și, respectiv, lui Arcesilaos,
- Babilonia - potrivit lui Diodoros, probabil a fost dată arhontelui de la Pella,
- Carmania - Tlepolemos a fost numit satrap în Carmania pe viață (potrivit scrierilor lui Diodoros),
- Hircania (azi în nordul Iranului) și satrapia Parția - lui Fratafernes,
- Media Mică - persianului Atropates,
- Media Mare - lui Peithon,
- Susiana - Justin[3] spune că a fost dată lui Scinos.

### Asia Centrală
- Bactria și Sogdiana - lui Filip,
- Drangiana și Aria, Arachosia și Gedrosia - lui Stasanor și Sibirtios,
- Paropamisia - tatălui vitreg al lui Alexandru: Oxiartes din Bactria,
- India și regiunea Pengeab - regilor Paurava (Porus) și Takkasîlî (Taxiles) : aceste posesiuni indiene au fost pierdute, regii respectivi recăpătându-și independența.

### Africa
Egiptul, Libia și Arabia a fost obținute de către dinastia Ptolemeică, astfel formându-se Egiptul Ptolemeic.

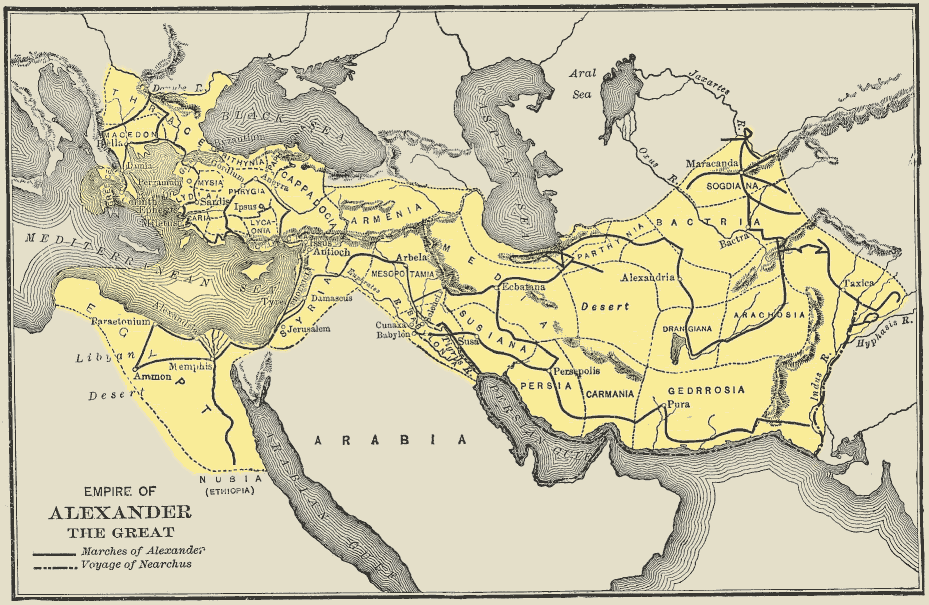
Harta imperiului